# Surface (låt)
Surface är en låt skriven av Anderz Wrethov, Ellen Benediktsson, Laurell Barker, Paul Rey och Sebastian von Koenigsegg, framförd av Ellen Benediktsson och Simon Peyron.
Låten som tävlade i den fjärde deltävlingen av Melodifestivalen 2020, gick vidare till andra chansen, som senare åkte ut i duell mot Anis Don Demina.